# Połużje (stacja kolejowa)
Połużje (ros. Полужье) – stacja kolejowa w miejscowości Chutor-Bor, w rejonie wygonickim, w obwodzie briańskim, w Rosji. Położona jest na linii z Briańska do Homla.

## Historia
Stacja powstała w XIX w. na poleskiej drodze żelaznej, pomiędzy stacjami Wygoniczi i Briańsk.